# Омолон (аэропорт)
Аэропорт «Омоло́н» — региональный аэропорт, расположен в селе Омолон в Билибинском районе Чукотского автономного округа.
Был построен в годы Великой Отечественной войны как запасной аэродром участка трассы Алсиб.

## Принимаемые типыВС
Принимаемые типы ВС: Ан-2, Ан-12, Ан-24, Ан-26, Ан-28, Ан-72, Ан-74, L-410, Як-40, а также вертолёты всех типов.

## Показатели деятельности
| год        | 2014 | 2015 | 2016 | 2017 | 2019 | 2020 | 2021 |
| пассажиров | 1471 | 1180 | 1412 | 1792 | 1403 | 1501 | 1485 |
| Источники: |      |      |      |      |      |      |      |

## Маршрутная сеть
Пассажирские авиарейсы в направлении районного центра и оленеводческих баз осуществляются вертолётами Ми-8 1-2 раза в месяц.
С 2012 года авиакомпания СиЛА (Сибирская Лёгкая Авиация) стала осуществлять рейсы бортами Ан-28 по маршруту Магадан-Сеймчан-Омолон (теперь - Магадан-Омолон-Кепервеем). Стоимость билета составляет 19 тысяч рублей.